# Антилопий ном
Махедж (древнеегип. mAHD) — в древности XVI септ (ном) Верхнего Египта, названный в честь тотемического животного орикса (саблерогая антилопа или сернобык), покровителя этой территории. В отечественной историографии иногда ошибочно именуется Газельим номом. Древние греки называли этот септ Антинополисским или Антинойским номом. Административным центром септа в эпоху Древнего царства был город Хебену, в период Среднего царства — Менат-Хуфу, современная локализация — Ком эль-Ахмар в губернаторстве Эль-Минья. Местный пантеон составляли Хор «Победитель Орикса», Хнум, богиня-львица Пахет, богиня-лягушка Хекат, богини Хатхор и Анукет. По преданию, именно на территории этого септа происходила решающая битва между силами Хора и Сета, после победы в которой Хор приобрёл эпитеты «властитель Хебену» и «разгромивший врагов у Хебену».

## История нома

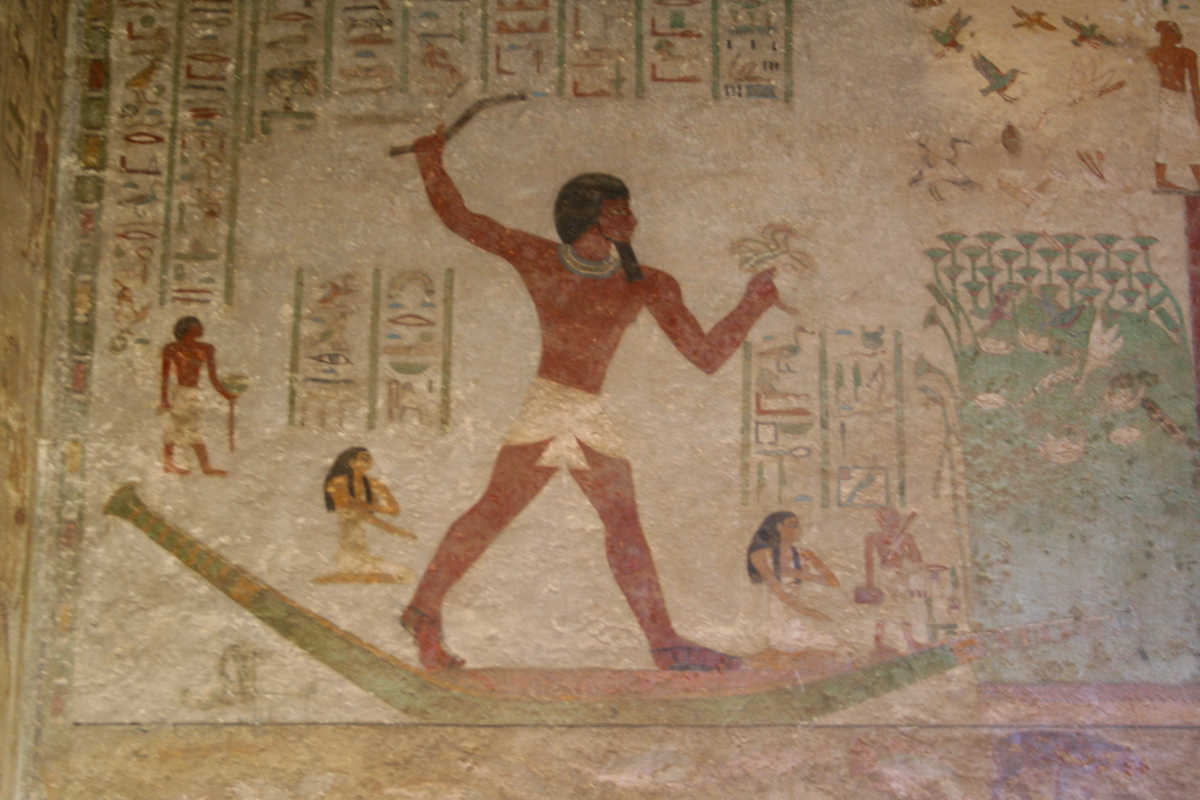
Настенная роспись из гробницы Хнумхотепа II. XII династия. Кон. XX в. до н.э. Некрополь в Бени-Хасане

Во время Первого переходного периода этот септ, как и большинство других египетских областей, был фактически независимым. В эпоху Среднего царства пришедшая к власти новая XII династия поставила во главе септа Хнумхотепа I, сподвижника Аменемхета I. Благодаря помощи, оказанной Хнумхотепом I Аменемхету I в его борьбе за трон, новая номаршья фамилия пользовалась при XII династии достаточной самостоятельностью. С другой стороны, незадолго до своей смерти Аменемхет I всё же решил ослабить влияние этой фамилии, разделив владения умершего номарха Хнумхотепа I между двумя его сыновьями (город Хебену (Менат-Хуфу) был выделен из нома в самостоятельное наместничество). Таким образом потомки Хнумхотепа I могли занимать либо должность номарха, либо должность наместника Хебену, но не обе сразу. При каждом случае наследования последнее слово оставалось за царём, который следил за тем, чтобы не допустить совмещения в одних руках управление двумя этими владениями.